# 小南海镇 (龙游县)
小南海镇，是中华人民共和国浙江省衢州市龙游县下辖的一个乡镇级行政单位。

## 行政区划
小南海镇下辖以下地区：
茶圩里村、新山水村、鸿陆夏村、傅家新村、周红坂村、翠光岩村、下章村、傅家畈村、雅塘村、箬塘村、龙西村、东塘山村、龙丰村、团石村、汀塘圩村、泽潭村、双潭村和大塘村。